# USA-202
USA-202, med beteckningen NROL-26, är en amerikansk spionsatellit som opereras av National Reconnaissance Office (NRO). Den hör till Orion-klassen och används för signalspaning. Enligt Aviation Week & Space Technology var den vid uppskjutningen "Amerikas största, hemligaste och dyraste militära rymdfarkost ombord på världens största raket". Den kombinerade kostnaden för satelliten och uppskjutningen beräknas vara över två miljarder dollar.

## Uppskjutning
Satelliten sändes upp från Space Launch Complex 37B vid Cape Canaveral Air Force Station med en Delta IV Heavy-raket. Uppskjutningen var först planerad till 2005, men blev försenad och skedde istället 18 januari 2009 vid 02:47 GMT.

### Fotnoter
1. ↑  ”NASA Space Science Data Coordinated Archive” (på engelska). NASA. https://nssdc.gsfc.nasa.gov/nmc/spacecraft/display.action?id=2009-001A. Läst 5 april 2020.
2. 1 2  ”NRO Delays Delta IV Heavy Launch” (på engelska). Aviation Week & Space Technology. 10 december 2008. Arkiverad från originalet den 22 mars 2012. https://web.archive.org/web/20120322015507/http://www.aviationweek.com/aw/generic/story_channel.jsp?channel=space&id=news%2FNRODSP12108.xml.
3. ↑  ”First ULA Delta IV Heavy NRO Mission Successfully Lifts Off From Cape Canaveral” (på engelska). United Launch Alliance. Arkiverad från originalet den 16 februari 2009. https://web.archive.org/web/20090216180905/http://news.prnewswire.com/DisplayReleaseContent.aspx?ACCT=104&STORY=%2Fwww%2Fstory%2F01-17-2009%2F0004956494.